# Amilcare Guaschino
Amilcare Guaschino (fl. XX secolo) è stato un allenatore di calcio italiano.

## Carriera
Nella stagione 1934-1935 diventa allenatore del Casale in Serie B al posto dell'esonerato allenatore ungherese Lajos Czeizler, sedendo sulla panchina dei nerostellati piemontesi per 16 delle 30 partite di campionato, senza però riuscire ad evitare la retrocessione in Serie C.
Allena il Casale anche nella stagione 1935-1936 (in Serie C), nella stagione 1936-1937 (in Prima Divisione, ottenendo la promozione in Serie C) e, in un secondo periodo, nelle stagioni 1939-1940 e 1940-1941, entrambe in Serie C; allena i nerostellati in questa categoria anche nella stagione 1942-1943, nella quale fa coppia in panchina con Francesco Ferrero.